# Гнатовская, Елена Борисовна
Гнатовская Елена Борисовна (10 марта 1949, Орёл, Россия — 2007, Харьков, Украина) — украинский композитор, пианист, педагог.

## Образование
Окончила Харьковский институт искусств им. И. П. Котляревского по классу фортепиано Гельфгата Г. Л. в 1974 году и по классу композиции Клебанова Д. Л. в 1979 году. В 1986 году окончила ассистентуру-стажировку при Киевской государственной консерватории им. П. И. Чайковского по классу композиции профессора Ю. Я. Ищенко.

## Профессиональная деятельность
С 1984 года Елена Гнатовская стала членом Союза композиторов Украины. Гнатовская работала в Харьковском институте искусств им. И. П. Котляревского на кафедре общего и специализированного фортепиано. Творчество Гнатовской включает камерно-инструментальные, вокальные и симфонические жанры. Особое место в творчестве занимает фортепианная музыка для детей (около 50 произведений). Произведения Е. Б. Гнатовской исполняются как на Украине, так и за её пределами: Россия, Израиль, США.
Елена Гнатовская активно вела и общественную деятельность. Долгие годы она являлась постоянным членом жюри на детских международных фестивалях русской и польской музыки, которые проводит дирекция ДМШ № 13 вместе с управлением культуры Харьковской облгосадминистрации и Российским и Польским обществами.

## Список произведений Е. Гнатовской
- Концерт для фортепиано с оркестром № 1 в 3-х частях. 1979 г.
- Концерт для скрипки с оркестром № 1 в 2-х частях. 1979 г.
- Концерт для фортепиано с оркестром № 2. 1986 г.
- Концерт для виолончели с оркестром. 1984 г.
- Концерт для скрипки и камерного оркестра. 1995 г.
- «Лирическая поэма» для скрипки и камерного оркестра. 1986 г.
- Концерт для фортепиано с оркестром № 3 (1-я часть).
- «Размышления» для тромбона и камерного оркестра. 2000 г.
- Концерт для скрипки с оркестром № 2 в 3-х частях (в клавире). 1990 г.
- «Поэма» для симфонического оркестра. 1983 г.
- Симфония в 4-х частях (в клавире). 1988 г.
- «Балетная сцена» для симфонического оркестра. 2002 г.
- Вариации на авторскую тему для симфонического оркестра. 2004 г.
- Двойные вариации для симфонического оркестра 2006 г.
- Симфониетта в 4-х частях для симфонического оркестра 2006 г.

### Камерные ансамбли
- Квартет для двух скрипок, альта и виолончели № 1 в 4-х частях. 1984 г.
- Трио для скрипки, виолончели и фортепиано.1995 г.
- Трио для струнных (скрипка, альт, виолончель). 1997 г.
- Трио памяти Д. Л. Клебанова для кларнета in B, скрипки и фортепиано. 1990 г.
- Квартет для двух скрипок, альта и виолончели № 2 в 3-х частях. 1998 г.
- Трио для флейты, фагота и фортепиано в 3-х частях. 1999 г.
- «Интермеццо» для струнного квартета. 2000 г.
- Дуэт для 2-х скрипок. 1999 г.
- Концертино для скрипки и фортепиано. 1983 г.
- Соната для скрипки и фортепиано № 1 в 3-х частях. 1988 г.
- Соната для скрипки и фортепиано № 2 в 4-х частях. 1996 г.
- Соната для кларнета и фортепиано № 1 в 3-х частях in B. 1986 г.
- Соната для кларнета и фортепиано № 2 (одновременная). 1990 г.
- Соната для виолончели и фортепиано в 3-х частях № 1.1985 г.
- Соната для виолончели и фортепиано (одночастная) № 2. 1995 г.
- Соната для флейты и фортепиано в 3-х частях. 2001 г.
- Соната для альта и фортепиано № 1 в 3-х частях. 1994 г.
- Соната для гобоя и фортепиано. 1988 г.
- Сонатина для тромбон и фортепиано. 1989 г.
- Тема с вариациями для скрипки и фортепиано. 1990 г.
- Вариации для валторны и фортепиано. 1998 г.
- Фантазия для альта и фортепиано. 1997 г.
- Интермеццо для альта и фортепиано. 1985 г.
- Интермеццо для гобоя и фортепиано. 1986 г.
- «Легенда» для тромбона и фортепиано. 1986 г.
- Андантино и маленькое скерцо для фагота и фортепиано. 1988 г.
- «Каприччио» для двух фортепиано. 1985 г.
- «Мираж» для двух фортепиано в 3-х частях. 2001 г.
- «Торжественная поэма» для органа и брассом-квартета (2 трубы, 2 тромбона). 1987 г.
- «Славянская рапсодия» для виолончели и фортепиано. 2001 г.
- Интермеццо для скрипки и фортепиано.2002 г.
- Романс для скрипки и фортепиано. 2003 г.
- «Солоспив» для скрипки и фортепиано. 2005 г.
- «Приношения» для кларнета и фортепиано. 2005 г.
- «БИТВА мозаики» для домры и фортепиано. 2005 г.
- «Пробуждение» для флейты, кларнета, скрипки, виолончели и фортепиано. 2005 г.
- Сюита для виолончели и фортепиано в 4-х частях. 2005 г.
- Драматическое скерцо для виолончели и фортепиано. 2005 г.
- Вариации для кларнета и фортепиано. 2006 г.
- Дуэт для скрипки и виолончели. 2006 г.[1]

### Произведения для фортепиано
- Полифоническая сюита: прелюдия, канон, фуга и пассакалия.
- Полифонические произведения: Маленькая прелюдия и фугетта; Две прелюдии и фуги для фортепиано.
- Прелюдия и фуга для фортепиано H-dur.
- Соната № 1 для фортепиано в 3-х частях.
- Соната № 2 для фортепиано в 4-х частях.
- Соната № 3 для фортепиано в 4-х частях
- Соната № 4 для фортепиано в 3-х частях.
- Сонатина для фортепиано.
- «Лирические страницы» — 10 пьес для фортепиано.
- «Утренние пейзажи» — 5 пьес для фортепиано.
- «Мозаика» — 5 пьес для фортепиано.
- «Сказка» — пьеса для фортепиано.
- "Семь пьес для фортепиано в серебристых тонах.
- 5 пьес для фортепиано.
- 5 пьес для фортепиано.
- Детские пьесы для фортепиано: 4 пьесы для самых маленьких; 2 пьесы.
- Фортепианный цикл «Русские картины» (3 пьесы).
- Полифоническая сюита для детей и юношества.
- Полифонические пьесы для детей и юношества.
- 12 характерных этюдов для фортепиано.
- 10 пьес для фортепиано для самых маленьких.

## Другие инструментальные произведения
- «Слобожанская мозаика» для домры. 2006 г.[1]

### Вокальные произведения
- Вокальный цикл (4 романсы на слова белорусских поэтов. 1977 г.
- Вокальный цикл (4 романсы на слова А. Блока. 1990 г.
- Три романса на слова И. Никитина. 1998 г.
- «Осень» — хор на слова В. Сосюры. 1999 г.

## Записи
- 1 Video СD «Размышления» для тромбона и камерного оркестра — Video CD; исполнитель А. Федорков и Харьковский Слобожанский оркестр. 2000 г. 10 мин.
- 2. Audio CD «Трио памяти Д. Клебанова» для кларнета, скрипки и фортепиано. Исполнители: Сергей Низкодуб — кларнет; Алексей Сидоренко — скрипка; Марина Николаева — фортепиано. Харьков 1996 г.
- 3. Audio CD фортепианные произведения: «Мозаика» — 5 пьес; «Утренние пейзажи» — 5 пьес; Соната № 2. Исполняет автор Харьков 1998 г.
- 4. Audio CD Произведения для фортепиано и 2-х фортепиано: Прелюдия и фуга Си мажор; Соната № 3; Сонатина си бемоль мажор, «Сказка», «Мираж» цикл для 2-х фортепиано в 3-х частях; «Каприччио» для 2-х фортепиано. Исполняет автор, партия второго рояля — А. Кононова. Харьков 2000 г.
- 5. Компьютерные записи всех произведений, начиная с 2001 года.